# The Sky Is Crying
| 전문가 평가                           | 전문가 평가 |
| 평가 점수                             | 평가 점수   |
| 출처                                  | 점수        |
| ------------------------------------- | ----------- |
| AllMusic                              | [ 1 ]       |
| Christgau's Consumer Guide            | [ 2 ]       |
| The Great Rock Discography            | 7/10        |
| The Penguin Guide to Blues Recordings | [ 4 ]       |

《The Sky Is Crying》은 미국의 블루스 록 밴드 스티비 레이 본 & 더블 트러블의 다섯 번째이자 마지막 스튜디오 음반으로, 그들의 경력 대부분을 통해 녹음된 곡들을 수집했다. 1990년에 본이 사망한 지 14개월 후에 발매된 이 음반에는 1984년과 1989년 사이에 녹음된 이전에 발매되지 않은 10개의 트랙이 포함되어 있다. 이 그룹의 이전 음반에는 〈Empty Arms〉 (완전한 보복)라는 제목만 등장했다. 이 곡들은 본의 형 지미 본에 의해 편집되었고, 10위로 본의 가장 높은 차트 음반이었다.

## 배경
이 음반은 대부분 긍정적인 평가를 받았다. 비평가들은 블루스와 재즈 스타일, 그리고 탄탄한 트랙 리스트를 칭찬했지만, 오리지널 곡의 부족을 비판했다.
《The Sky Is Crying》은 전통적인 델타 블루스, 텍사스 블루스, 시카고 블루스, 점프 블루스, 재즈 블루스, 지미 헨드릭스의 블루스 록 스타일의 노래를 포함하여 본의 많은 음악적 영향을 설명한다. 이 음반의 톤은 주로 업템포 곡들과 투박하고 느린 블루스 사이를 번갈아 가며 연주한다. 이 음반에는 그래미 어워드를 수상한 지미 헨드릭스의 〈Little Wing〉의 확장된 기악 커버 버전, 케니 버렐의 재즈 기악인 〈Chitlins con Carne〉, 그리고 본의 친구 도일 브램홀이 작곡하고 12현 어쿠스틱 기타로 연주한 노래인 〈Life by the Drop〉이 포함되어 있다.

## 곡 목록
| #   | 제목                           | 작사·작곡                                   | 재생 시간 |
| --- | ------------------------------ | ------------------------------------------- | --------- |
| 1.  | 〈Boot Hill〉                  | 사이먼 빙크, 제임스 레인                    | 2:15      |
| 2.  | 〈The Sky Is Crying〉          | 엘모어 제임스, 모리스 레비, 클래런스 루이스 | 4:38      |
| 3.  | 〈Empty Arms〉                 | 스티비 레이 본                              | 3:31      |
| 4.  | 〈Little Wing〉 (기악)         | 지미 헨드릭스                               | 6:50      |
| 5.  | 〈Wham〉 (기악)                | 로니 맥                                     | 2:27      |
| 6.  | 〈May I Have a Talk with You〉 | 하울링 울프                                 | 5:50      |
| 7.  | 〈Close to You〉               | 윌리 딕슨                                   | 3:13      |
| 8.  | 〈Chitlins con Carne〉 (기악)  | 케니 버렐                                   | 3:59      |
| 9.  | 〈So Excited〉 (기악)          | 본                                          | 3:32      |
| 10. | 〈Life by the Drop〉           | 도일 브램홀, 바바라 로건                    | 2:27      |